# Chantal Gill'ard
Chantal Denise Merville Gill'ard (Rotterdam, 6 mei 1970 – aldaar, 12 december 2018) was een Nederlands politicus. Zij was namens de Partij van de Arbeid van 2006 tot 2010 lid van de Tweede Kamer der Staten-Generaal.

## Loopbaan
Chantal Gill'ard is van Surinaams-Antilliaanse afkomst. Ze volgde de ingenieursopleiding biotechnologie aan het Hoger Laboratorium Onderwijs van de Hogeschool Rotterdam en studeerde rechten en ethiek in de biotechnologie aan de Universiteit van Sheffield. Ze was docent biochemie aan de Anton de Kom Universiteit van Suriname en later opbouwwerker en emancipatiewerker in Rotterdam. Ook werkte ze als wetenschappelijk onderzoeker aan de Erasmus Universiteit Rotterdam en was medeproducent van films.
In maart 2005 werd Gill'ard bestuurslid van de PvdA-afdeling Rotterdam. Tevens was zij actief in het Multi-Etnisch Vrouwennetwerk van haar partij. Bij de Tweede Kamerverkiezingen 2006 werd Gill'ard gekozen tot lid van het parlement.
In de Kamer hield Gill'ard zich bezig met ontwikkelingssamenwerking en medisch-ethische vraagstukken. In november 2008 was zij medeorganisator van een internationale conferentie in Den Haag voor parlementariërs en vertegenwoordigers van organisaties van de Verenigde Naties over veilig moederschap. In januari 2010 riep Gill'ard veel kritiek op omdat zij in een bericht op Twitter de aardbeving op Haïti in verband bracht met klimaatverandering. Nadat in het najaar van 2009 borstkanker bij haar was gevonden, was ze van 9 februari 2010 tot 31 mei 2010 wegens ziekte afwezig als Kamerlid en werd ze vervangen door Keklik Yücel. Ze stond in 2010 voor de Tweede Kamerverkiezingen namens de PvdA wederom op de kandidatenlijst, maar op een onverkiesbare 54e plek en werd derhalve niet herkozen.
Chantal Gill'ard overleed in 2018 op 48-jarige leeftijd na een langdurige ziekte.
- Parlement.com: vhekc59k3kzk
- Virtual International Authority File: 1994154923736363780002
- WorldCat: E39PBJgcXWfVmKbrFJTVVMXGHC